# Red Oak (Texas)
Red Oak ist eine Stadt im Ellis County im US-Bundesstaat Texas in den Vereinigten Staaten. Das U.S. Census Bureau hat bei der Volkszählung 2020 eine Einwohnerzahl von 14.222 ermittelt.

## Geografie
Die Stadt liegt im mittleren Nordosten von Texas an der Interstate 35, rund 32 Kilometer südlich von Dallas im Norden des Countys und hat eine Gesamtfläche von 20,3 km².

## Demografische Daten
Nach der Volkszählung im Jahr 2000 lebten hier 4.301 Menschen in 1.570 Haushalten und 1.238 Familien. Die Bevölkerungsdichte betrug 212,4 Einwohner pro km². Ethnisch betrachtet setzte sich die Bevölkerung zusammen aus 85,98 % weißer Bevölkerung, 5,42 % Afroamerikanern, 0,53 % amerikanischen Ureinwohnern, 0,88 % Asiaten, 0,00 % Bewohnern aus dem pazifischen Inselraum und 4,65 % aus anderen ethnischen Gruppen. Etwa 2,53 % waren gemischter Abstammung und 11,69 % der Bevölkerung waren spanischer oder lateinamerikanischer Abstammung.
Von den 1.570 Haushalten hatten 43,9 % Kinder unter 18 Jahre, die im Haushalt lebten. 58,5 % davon waren verheiratete, zusammenlebende Paare. 16,6 % waren allein erziehende Mütter und 21,1 % waren keine Familien. 19,0 % aller Haushalte waren Singlehaushalte und in 6,2 % lebten Menschen, die 65 Jahre oder älter waren. Die Durchschnittshaushaltsgröße betrug 2,74 und die durchschnittliche Größe einer Familie belief sich auf 3,10 Personen.
30,6 % der Bevölkerung waren unter 18 Jahre alt, 8,2 % von 18 bis 24, 31,4 % von 25 bis 44, 22,6 % von 45 bis 64, und 7,3 % die 65 Jahre oder älter waren. Das Durchschnittsalter war 33 Jahre. Auf 100 weibliche Personen aller Altersgruppen kamen 89,9 männliche Personen. Auf 100 Frauen im Alter von 18 Jahren und darüber kamen 87,2 Männer.
Das jährliche Durchschnittseinkommen eines Haushalts betrug 48.583 USD, das Durchschnittseinkommen einer Familie 61.250 USD. Männer hatten ein Durchschnittseinkommen von 38.227 USD gegenüber den Frauen mit 26.276 USD. Das Prokopfeinkommen betrug 20.049 USD. 6,2 % der Bevölkerung und 6,3 % der Familien lebten unterhalb der Armutsgrenze. Davon waren 9,1 % Kinder und Jugendliche unter 18 Jahren und 5,5 % waren 65 oder älter.

## Söhne und Töchter der Stadt
- Boxcar Willie (1931–1999), Country-Sänger, dessen Karriere Mitte der 1970er Jahre in England begann